# 348 г. пр.н.е.
348 (триста четиридесет и осма) година преди новата ера (пр.н.е.) е година от доюлианския (Помпилийски) римски календар. По това време е известна като годината на консулството на Корвус и Ленас (или по-рядко 406 година Ab urbe condita). Наименованието 348 г. пр. н. е. за тази година се използва от ранния средновековен период, когато летоброенето след Христа става преобладаващият метод в Европа за именуване на години.

## Събития

### В Персийската империя
- След като е обсаден от персийските сили на цар Артаксеркс III, Сидон е превзет и населението му е наказано с голяма жестокост.

### В Древна Гърция
- Помощта на Атина за нейните градове в Македония е отклонена от бунт в Евбея, който Филип II Македонски подклажда. Той превзема град Олинт на Халкидическия полуостров и присъединява полуострова към Македония.
- Град Еретрия на остров Евбея успешно се бунтува срещу управлението на Атина и островът получава независимост. Тактическите умения на атинския държавник и генерал Фокион спасяват атинската армия, изпратена да се бие срещу привържениците на Филип II на Евбея.

### В Римската република
- Рим и Картаген сключват търговско споразумение, според което Картаген няма да напада онези латински държави, които са верни на Рим. Това споразумение показва, че Рим вече е доминиращата сила в Латинския съюз.

## Починали
- Платон (* 427 г. пр.н.е.), гръцки философ и писател